# Du ngoạn Âu châu
Âu du kí hoặc Du ngoạn Âu châu (tiếng Anh: EuroTrip) là một phim hài của đạo diễn Jeff Schaffer, xuất phẩm ngày 20 tháng 2 năm 2004.

## Nội dung
Ngay trong ngày tốt nghiệp, Scott đã bị bồ đá. Hình ảnh anh chàng mếu máo gọi tên người yêu giữa sân trường được thâu vào camera của gia đình và trở thành chủ đề châm chọc của cậu em Bert nhiều ngày sau đó.
Scott quen biết một bạn chat người Đức tên là Mieke, nhưng cậu ta luôn đọc nhầm là Mike; họ thường xuyên trao đổi mail với nhau. Tuy nhiên, cậu bạn thân của Scott là Cooper lại cảnh báo Scott nên thận trọng với những mối quan hệ qua mạng vì có thể là một chàng gay hay một kẻ trụy lạc. Vì thế khi Mieke viết thư an ủi và ngỏ ý sang Mỹ gặp Scott thì cậu chàng đã giận dữ, gọi Mieke là một kẻ trụy lạc (Scott vẫn nghĩ Mieke là con trai). Điều đó khiến Mieke tức giận và khóa địa chỉ mail của mình. Sáng hôm sau thức dậy, Scott được cậu em Bert giải thích rằng Mieke là tên của con gái phổ biến ở Đức chứ không phải con trai. Lúc này Scott mới nhận ra sai lầm nghiêm trọng của mình. Cậu ta quyết định tới Đức gặp Mieke để giải thích và xin lỗi. Cooper cùng đi với cậu ta.
Do không đủ tiền mua vé hành khách, Scott và Cooper đành phải theo phi cơ chở thư tín sang London. Ở đây, hai anh chàng lạc bước vào tửu điếm Dê xồm nóng tính dành riêng cho cổ động viên của câu lạc bộ Manchester United. Để tránh bị ăn đòn, cả hai bịa chuyện mình là cổ động viên của Manchester United đến từ Ohio và tự sáng tác ra một bài hát cổ vũ. Thật may là đám cổ động viên của Manchester United tin họ và cho đi cùng xe sang Paris để cổ vũ đội nhà.
Tại Paris, Scott và Cooper gặp Jenny và Jamie, hai chị em sinh đôi và là bạn thân của họ ở trường. Họ nhập thành một nhóm và lên kế hoạch đi thăm một số địa danh ở Paris trước khi tới Berlin để Scott có thể gặp Mieke. Địa điểm đầu tiên là Crans Sur Mer, nơi có bãi tắm tiên của phụ nữ. Tuy nhiên cả nhóm lại đến nhầm bãi tắm tiên của đàn ông. Khi nhìn thấy Jenny, người phụ nữ duy nhất trong nhóm, những người đàn ông trần truồng trên bãi tắm liền đổ xô tới khiến cả nhóm hốt hoảng bỏ chạy.
Tiếp đó họ tới thủ đô Amsterdam của Hà Lan. Cooper nhặt được một tờ bướm quảng cáo về một câu lạc bộ tình dục có tên Vandersexxx và quyết định ghé vào cho biết. Scott và Jenny thì quyết định đi ăn tối còn Jamie đi rửa ảnh. Cả nhóm sau đó đều gặp phải những tình huống dở khóc dở cười: Cooper đi nhầm vào câu lạc bộ dành cho những người khổ dâm, sướng đâu không thấy mà chỉ thấy anh chàng như bị tra tấn; Scott và Jenny ăn phải bánh trộn cần sa và trở nên loạn trí; Jamie bị lột sạch tiền và giấy tờ tùy thân khi đang "vui vẻ" với cô gái ở hiệu ảnh.
Không còn tiền và giấy tờ, cả nhóm phải ra vẫy xe đi nhờ tới Berlin. Nhưng do bất đồng ngôn ngữ với gã tài xế, nên thay vì đến Berlin, họ lại tới Bratislava, thủ đô của Slovakia. Nguy cơ chết đói đang hiện ra khi cả nhóm chỉ còn tổng cộng gần 2 USD. Thật may là nhờ tỷ giá hối đoái quá lớn giữa USD và tiền bản địa nên họ có thể ở trong khách sạn như những ông hoàng bà chúa. Hôm sau, một người đàn ông tốt bụng biết nói tiếng Anh đưa họ tới Berlin.
Không may cho Scott là Mieke đã đi du lịch sang Roma. Để có tiền sang Roma, Jamie đã phải bán chiếc máy ảnh của mình. Tại Vatican, sau khi khiến mọi người tưởng mình là tân Giáo hoàng, Scott cũng gặp được Mieke để xin lỗi và giải thích đồng thời tỏ tình với cô. Trở về Mỹ, Scott vào trường đại học và thật bất ngờ khi bạn cùng phòng của cậu ta chính là Mieke do những người quản lý cư xá nghĩ Mieke là con trai.

## Kĩ thuật

### Diễn xuất
| - Scott Mechlowicz... Scott "Scotty" Thomas - Jacob Pitts... Cooper Harris - Michelle Trachtenberg... Jenny - Travis Wester... Jamie - Jessica Boehrs... Mieke - Kristin Kreuk... Fiona - Nial Iskhakov... Bert Thomas - Vinnie Jones... Mad Maynard - Jean-Paul Christophe Manoux... Kịch sĩ giả người máy ở Louvre - Fred Armisen... Gã người Ý đáng sợ trên tàu hỏa - Joanna Lumley... Cô nàng bán hàng ở tửu điếm - Lucy Lawless... Quý bà Vandersexxx | - Diedrich Bader... Tên trộm đường phố - Patrick Rapold... Kristoff - Rade Šerbedžija... Tibor - Jana Pallaske... Anna - người bán máy quay phim - Patrick Malahide... Arthur Frommer - Jeffrey Tambor... Ông Thomas - Matt Damon... Donny - Cathy Meils... Mẹ Scott - Molly Schade... Candy - Jakki Degg... Candy - Molly Schade... Missy - Lenka Vomocilova... Sissy |

### Nhạc nền
| Đánh giá chuyên môn | Đánh giá chuyên môn |
| Nguồn đánh giá      | Nguồn đánh giá      |
| Nguồn               | Đánh giá            |
| ------------------- | ------------------- |
| Allmusic            | link                |

Track listing
1. "Scotty Doesn't Know" – Lustra
2. "My Generation" – Chapeaumelon (The Who cover)
3. "Wild One" – Wakefield
4. "99 Red Balloons" – Goldfinger (Nena cover)
5. "In the City" – The Jam
6. "Shooting Stars" – Cauterize
7. "Nonchalant" – Chapeaumelon
8. "Scotty Doesn't Know" (Euro Version) – MC Jeffsky
9. "Make My Dreams Come True" – Apollo 440
10. "Du" – David Hasselhoff (Peter Maffay cover)
11. "Les Promesses" – Autour De Lucie
12. "Walking in the Clouds" – Basement Jaxx
13. "I Love Marijuana" – Linval Thompson
14. "Turn It Up" – Ugly Duckling
15. "Get Loose" – The Salads

Additional songs
The film features additional tracks not included on the soundtrack album:
- "Morning Train (9 to 5)", a song by Sheena Easton plays after the football hooligans, having forced Scott and Cooper to "sing the Manchester United song", approve of Scott's altered ending to the song
- "England 5 – Germany 1", a song by the seminal English Oi! band The Business, plays on the hooligan bus trip to Paris
- "Prosper", a song by Maurice Chevalier is playing over the background in the scene at the Louvre  when the panning camera stops and returns to ogle a beautiful brunette
- "Two Tribes" by Frankie Goes To Hollywood plays during the robot fight scene outside the Louvre.
- "Ça plane pour moi", a song by Belgian musician Plastic Bertrand, can be heard when the four friends first get on the train.
- Donna Summer's 1979 hit "Hot Stuff" is featured in the scene where the four are on the train to Amsterdam.
- "Let Forever Be", a song sung by Noel Gallagher of Oasis on lead vocals and performed by The Chemical Brothers. It can be heard in the unrated edition where the twins are seen drunkenly kissing each other
- Bloodhound Gang's "The Bad Touch"; the song can be heard in the film when Cooper is walking in Amsterdam looking for Club Vandersexx.
- "Keine Überdosis Deutschland", a song by Normahl, can be heard during the journey through Germany to Bratislava
- "The Sacred War" during the visit in Slovakia
- "Are You Gonna Be My Girl" by Jet is used during the flight from Berlin to Rome
- "Horndog" by Overseer plays during the club scene in Eastern Europe